# Vitaliteit (televisiezender)
Vitaliteit was de eerste digitale zender van Vitaya en was alleen te zien via digitale televisie. Het kanaal zond voor het eerst uit op 17 oktober 2007 en richtte zich op gezond leven en eten. De zender werd aangeboden door Belgacom TV, Telenet Digital TV, INDI en TV Vlaanderen.
De uitzendingen van Vitaliteit werden op 31 maart 2012 stopgezet.

## Programma's
De programma's waren hoofdzakelijk nieuwe, aangekochte programma's maar konden ook eigen producties zijn en uit het archief van Vitaya komen.
- RPA
- Op adem komen met Ingeborg
- Vlaanderen Culinair
- Skin Deep
- Het ziekenhuis
- Dag in, dag uit
- Dorp in de stad
- Jozi-H
- Diagnose
- Allez Gezondheid
- Biotoop
- Op tempo
- Lekker van bij ons
- What's good for you